# Trans-1,2-diidrobenzene-1,2-diolo deidrogenasi
La trans-1,2-diidrobenzene-1,2-diolo deidrogenasi è un enzima appartenente alla classe delle ossidoreduttasi, che catalizza la seguente reazione:
trans-1,2-diidrobenzene-1,2-diolo + NADP+ ⇄ catecolo + NADPH + H+